# Raimondo Capizucchi

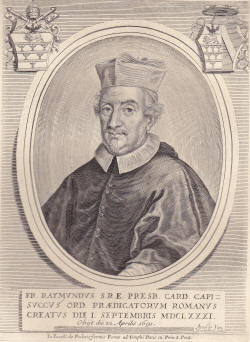
Raimondo Kardinal Capizucchi OP (Kupferstich, ca. 1681)

Raimondo Capizucchi OP (* 7. November 1615 in Rom, Kirchenstaat als Camillo Biagio Capizucchi; † 22. April 1691 ebenda) war ein italienischer Kardinal.

## Leben
Camillo Capizucchi (oder Cappisucchi) war ein Angehöriger der Capizucchi, einer der ältesten Familie des römischen Adels. Er war das erste von neun Kindern des Marquis Paolo Capizucchi und der Ortensia Marescotti. Seine sechs Schwestern wurden alle Nonnen.
Er begann ein Studium am Collegio Romano, trat dann in das Dominikanerkloster Santa Maria sopra Minerva ein und erhielt den Ordensnamen Raimondo an. Bereits 1631 legte er aufgrund einer Dispens von Urban VIII. die Gelübde ab. Er wurde zum Priester geweiht. 1644 wurde er Doktor der Theologie und 1631 Koadjutor von Vincenzo Candido als Magister sacri palatii.
1650 wurde er unter Papst Alexander VII. Sekretär der Indexkongregation, ein Amt, das er auch unter Clemens IX. Clemens X. und Innozenz XI. innehatte. Ab 1653 war er für die Prüfung der Bischofsernennungen zuständig. 1654 folgte er als Magister sacri palatii. Papst Clemens IX. bot ihm mehrfach die Ernennung zum Bischof an und 1663 enthob er ihn seines Amtes, da Capizucchi vermutliche den Druck eines Dokumentes erlaubte, dass der Papst für polemisch erachtete. In der Folge zog er sich ohne Amt in das Kloster Santa Maria sopra Minerva zurück. 1673 setzte der gleiche Papst ihn wieder als Magister sacri palatii ein. Der folgende Papst Innozenz XI. erhob ihn am 1. September 1681 zum Kardinal. Am 22. September 1681 erhielt er den roten Galero und wurde er als Kardinalpriester von Santo Stefano al Monte Celio installiert. Am 3. März 1687 wurde er zum Kardinalpriester von Santa Maria degli Angeli ernannt. Er nahm am Konklave 1689 teil, dass Alexander VIII.  wählte. Am Konklave 1691 nahm er entweder anfangs teil und musst am 13. April 1691 schwer erkrankt das Konklave verlassen oder er nahm aufgrund der Krankheit überhaupt nicht teil. Kardinal Capizucchi starb, bevor die Kardinäle im Konklave Innozenz XII. gewählt hatten.
Als Förderer der Künste beauftragte Kardinal Capizucchi im Jahr 1685 Mattia de Rossi mit der Ausschmückung der Kapelle San Paolo in der Kirche Santa Maria in Campitelli, die seit 1390 giuspatronato seiner Familie war und in der er auch begraben wurde.